# EuroCup Women 2013-2014
L'EuroCup Women 2013-2014 è stata la dodicesima edizione del torneo europeo di secondo livello per squadre femminili di club di pallacanestro. Il torneo è iniziato il 6 novembre 2013 e si è concluso il 27 marzo 2014. La Dinamo Mosca ha vinto il trofeo per la terza volta, la seconda consecutiva.

## Regolamento
Alla regular season hanno partecipato 28 squadre, divise in 7 gruppi di 4. Le prime due classificate di ogni girone e le due migliori terze si sono qualificate per la fase a eliminazione diretta, giocata con partite di andata e ritorno.

## Regular season
La regular season è iniziata il 6 novembre ed è terminata il 12 dicembre 2013.

### Gruppo A
|    | Squadra        | Pt. | G | V | P | PF  | PS  |
| -- | -------------- | --- | - | - | - | --- | --- |
| 1. | Dinamo Kursk   | 12  | 6 | 6 | 0 | 463 | 361 |
| 2. | Adana Botaş    | 10  | 6 | 4 | 2 | 405 | 366 |
| 3. | Homend Antakya | 8   | 6 | 2 | 4 | 405 | 414 |
| 4. | Cmoki Minsk    | 6   | 6 | 0 | 6 | 345 | 477 |

|                | BOT   | CMO   | DKU   | HOM   |
| Adana Botaş    |       | 68–50 | 62–65 | 75–58 |
| Cmoki Minsk    | 49–62 |       | 52–88 | 69–77 |
| Dinamo Kursk   | 78–65 | 92–53 |       | 58–53 |
| Homend Antakya | 66–73 | 83–64 | 76–82 |       |

### Gruppo B
|    | Squadra             | Pt. | G | V | P | PF  | PS  |
| -- | ------------------- | --- | - | - | - | --- | --- |
| 1. | Norrköping Dolphins | 10  | 6 | 4 | 2 | 362 | 352 |
| 2. | Mersin              | 10  | 6 | 4 | 2 | 444 | 411 |
| 3. | Čevakata Vologda    | 10  | 6 | 4 | 2 | 406 | 379 |
| 4. | Dunav 8806 Ruse     | 6   | 6 | 0 | 6 | 366 | 436 |

|                     | ČEV   | DUN   | MER   | NOR   |
| Čevakata Vologda    |       | 84–65 | 65–73 | 56–50 |
| Dunav 8806 Ruse     | 54–65 |       | 69–73 | 56–57 |
| Mersin              | 83–80 | 91–62 |       | 56–66 |
| Norrköping Dolphins | 54–56 | 66–60 | 69–68 |       |

### Gruppo C
|    | Squadra                 | Pt. | G | V | P | PF  | PS  |
| -- | ----------------------- | --- | - | - | - | --- | --- |
| 1. | Haryzont Minsk          | 10  | 6 | 4 | 2 | 412 | 395 |
| 2. | Tarsus                  | 9   | 6 | 3 | 3 | 475 | 441 |
| 3. | Dinamo-GUVD Novosibirsk | 9   | 6 | 3 | 3 | 407 | 393 |
| 4. | Sepsi SIC               | 8   | 6 | 2 | 4 | 396 | 461 |

|                | DNO   | HAR   | SEP   | TAR   |
| Dinamo-GUVD    |       | 70–43 | 88–64 | –     |
| Haryzont Minsk | 72–65 |       | 97–65 | –     |
| Sepsi SIC      | –     | –     |       | 88–93 |
| Tarsus         | 91–62 | 70–75 | 83–69 |       |

### Gruppo D
|    | Squadra         | Pt. | G | V | P | PF  | PS  |
| -- | --------------- | --- | - | - | - | --- | --- |
| 1. | İTÜ Istanbul    | 11  | 6 | 5 | 1 | 504 | 407 |
| 2. | Dinamo Mosca    | 11  | 6 | 5 | 1 | 509 | 404 |
| 3. | Spartak Noginsk | 8   | 6 | 2 | 4 | 392 | 457 |
| 4. | Alimpija Hrodna | 6   | 6 | 0 | 6 | 358 | 495 |

|                 | ALI   | DMO   | İTÜ   | SPN   |
| Alimpija Hrodna |       | 63–87 | 73–95 | 58–75 |
| Dinamo Mosca    | 84–54 |       | 92–86 | 88–57 |
| İTÜ Istanbul    | 78–49 | 82–71 |       | 90–71 |
| Spartak Noginsk | 76–61 | 62–87 | 51–73 |       |

### Gruppo E
|    | Squadra          | Pt. | G | V | P | PF  | PS  |
| -- | ---------------- | --- | - | - | - | --- | --- |
| 1. | Basket Landes    | 12  | 6 | 6 | 0 | 474 | 384 |
| 2. | Diósgyőr Miskolc | 9   | 6 | 3 | 3 | 447 | 393 |
| 3. | Wasserburg       | 9   | 6 | 3 | 3 | 376 | 401 |
| 4. | Lotto Young Cats | 6   | 6 | 0 | 6 | 382 | 501 |

|                  | DIÓ   | LAN   | LYC    | WAS   |
| Diósgyőr Miskolc |       | 67–72 | 106–60 | 69–53 |
| Basket Landes    | 90–71 |       | 87–54  | 92–75 |
| Lotto Young Cats | 61–80 | 72–82 |        | 73–79 |
| Wasserburg       | 57–54 | 45–51 | 67–62  |       |

### Gruppo F
|    | Squadra           | Pt. | G | V | P | PF  | PS  |
| -- | ----------------- | --- | - | - | - | --- | --- |
| 1. | Villeneuve-d’Ascq | 10  | 6 | 4 | 2 | 396 | 362 |
| 2. | Nantes Rezé       | 10  | 6 | 4 | 2 | 408 | 420 |
| 3. | PEAC-Pécs         | 9   | 6 | 3 | 3 | 371 | 342 |
| 4. | Belfius Namur     | 7   | 6 | 1 | 5 | 364 | 415 |

|                   | NAM   | NAN   | PEA   | VIL   |
| Belfius Namur     |       | 73–69 | 51–58 | 60–67 |
| Nantes Rezé       | 80–79 |       | 69–64 | 72–61 |
| PEAC-Pécs         | 68–48 | 60–62 |       | 57–63 |
| Villeneuve-d’Ascq | 73–53 | 83–56 | 49–64 |       |

### Gruppo G
|    | Squadra         | Pt. | G | V | P | PF  | PS  |
| -- | --------------- | --- | - | - | - | --- | --- |
| 1. | Tarbes          | 10  | 6 | 4 | 2 | 408 | 359 |
| 2. | Ružomberok      | 9   | 6 | 3 | 3 | 384 | 364 |
| 3. | Wallonia Basket | 9   | 6 | 3 | 3 | 416 | 442 |
| 4. | PINKK-Pécsi 424 | 8   | 6 | 2 | 4 | 363 | 406 |

|                 | WAL   | PIN   | RUŽ   | TAR   |
| Wallonia Basket |       | 77–71 | 76–67 | 77–71 |
| PINKK-Pécsi 424 | 69–63 |       | 50–62 | 53–70 |
| Ružomberok      | 79–55 | 63–72 |       | 78–56 |
| Tarbes          | 85–68 | 71–48 | 55–35 |       |

## Ottavi di finale
Le partite di andata si sono giocate il 15 e il 16 gennaio 2014, quelle di ritorno il 22 e il 23 gennaio.
| Squadra 1           | Totale    | Squadra 2         | Andata  | Ritorno |
| ------------------- | --------- | ----------------- | ------- | ------- |
| Ružomberok          | 101 – 147 | Dinamo Kursk      | 60 – 82 | 41 – 65 |
| Tarsus              | 150 – 157 | Basket Landes     | 87 – 85 | 63 – 72 |
| PEAC-Pécs           | 112 – 147 | Dinamo Mosca      | 55 – 69 | 57 – 78 |
| Diósgyőr Miskolc    | 131 – 169 | İTÜ Istanbul      | 55 – 87 | 76 – 82 |
| Nantes-Rezé         | 129 – 111 | Tarbes            | 72 – 54 | 57 – 57 |
| Norrköping Dolphins | 107 – 115 | Adana Botaş       | 53 – 55 | 54 – 60 |
| Haryzont Minsk      | 101 – 151 | Villeneuve-d’Ascq | 61 – 65 | 40 – 86 |
| Čevakata Vologda    | 124 – 133 | Mersin BB         | 61 – 59 | 63 – 74 |

## Quarti di finale
Le partite di andata si sono giocate il 5 e il 6 febbraio 2014, quelle di ritorno il 12 e il 13 febbraio.
| Squadra 1         | Totale    | Squadra 2     | Andata  | Ritorno |
| ----------------- | --------- | ------------- | ------- | ------- |
| Nantes-Rezé       | 137 – 139 | İTÜ Istanbul  | 74 – 74 | 63 – 65 |
| Mersin BB         | 112 – 142 | Dinamo Kursk  | 66 – 76 | 46 – 66 |
| Villeneuve-d’Ascq | 149 – 142 | Basket Landes | 64 – 72 | 85 –70  |
| Adana Botaş       | 117 – 151 | Dinamo Mosca  | 64 – 72 | 53 – 79 |

## Semifinali
Le partite di andata si sono giocate il 27 febbraio 2014, quelle di ritorno il 6 marzo.
| Squadra 1         | Totale    | Squadra 2    | Andata  | Ritorno |
| ----------------- | --------- | ------------ | ------- | ------- |
| İTÜ Istanbul      | 132 – 143 | Dinamo Kursk | 70 – 86 | 62 – 57 |
| Villeneuve-d’Ascq | 155 – 169 | Dinamo Mosca | 89 – 83 | 66 – 86 |

## Finale
La finale di andata si è giocata il 20 marzo 2014, quella di ritorno il 27 marzo.
| Squadra 1    | Totale    | Squadra 2    | Andata  | Ritorno |
| ------------ | --------- | ------------ | ------- | ------- |
| Dinamo Mosca | 158 – 150 | Dinamo Kursk | 97 – 65 | 61 – 85 |